# Szálloda

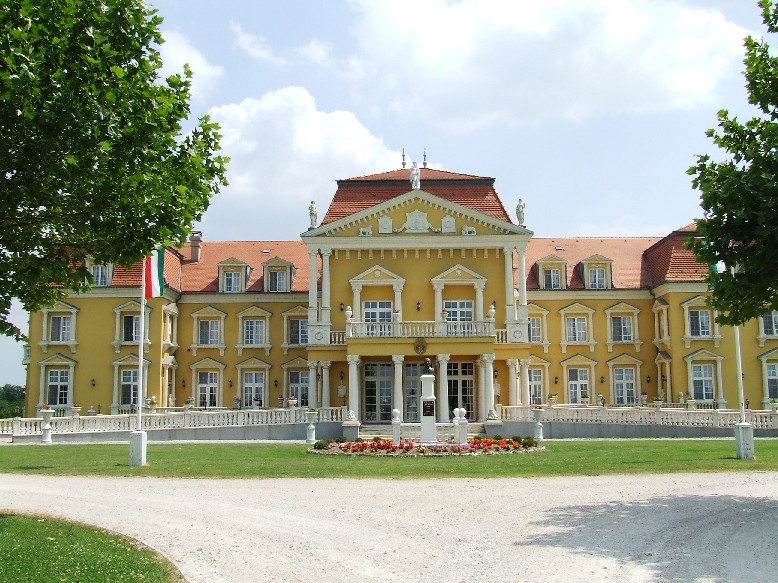
Kastélyszálloda

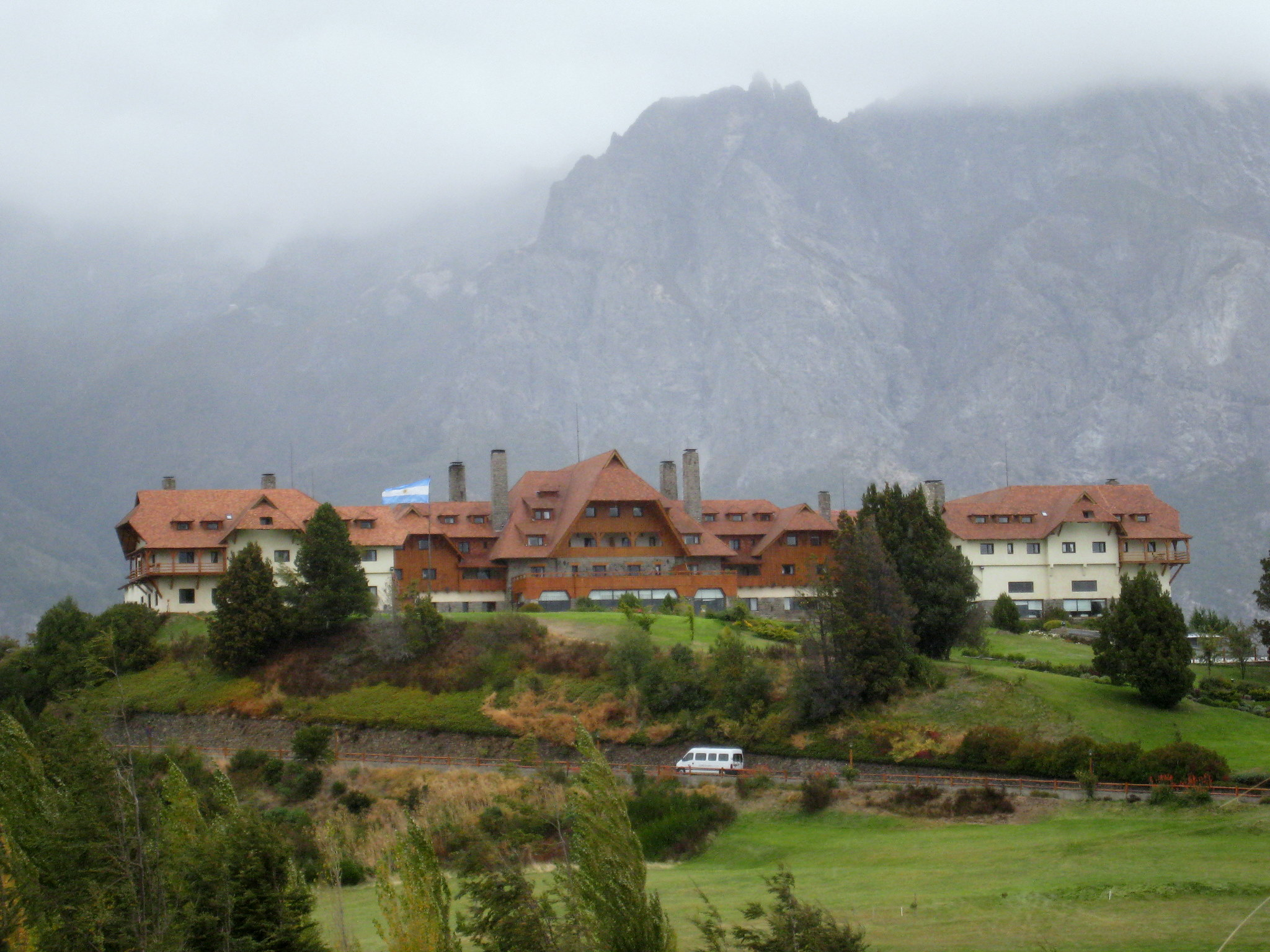
Hotel Llao Llao itt: Bariloche, (Argentína)

A szálloda vagy másképpen hotel az otthonuktól átmeneti időre távol levőknek ellenszolgáltatásért szállást adó intézmény, amely többnyire ellátást, kiszolgálást nyújt.
Korábbi akadémiai definíció szerint:
"A szálloda olyan létesítmény, ahol az utazó fizetés ellenében lakhat, legtöbb esetben – otthontól való távolléte alatt – étkezhet. A szállodákat a szolgáltatásuk színvonala alapján osztályozzák". (Monte Carlo, Nemzetközi Idegenforgalmi Akadémia)
Üzemi gazdasági megközelítése:
"A szálloda olyan szállásadó és ellátó üzem, amely a többi vendéglátó üzlettől a magasabb színvonalú építészeti kiképzésben, a termek belső berendezésében, a szolgáltatások és vendégfogadás igényességében tér el. A szálloda az idegenforgalom egyik bázisa, tehát szolgáltatásait alapvetően az idegenforgalomban résztvevők részére nyújtja." (In. Csizmadia, p. 2.)
Európában az első szállást biztosító üzemek Görögországban mintegy 2,5 ezer évvel ezelőtt létesültek.

## Szállodai funkciók

### Alapfunkciók vagy közgazdasági funkciók
- szállásadás
  - pihenés, alvás (klasszikus szolgáltatások),
  - tisztálkodás (fürdőszoba) alvás után a vendégek a legtöbbet itt tartózkodnak,
  - hírközlés (telefon, rádió, televízió, fax, internet, jelzőlámpák)
  - vendégszolgálat (a vendégfogadás emberi, szakmai tartalma)
- vendéglátás
  - szobaszerviz,
  - éttermi szolgáltatás (minimum reggeli szolgáltatás),
  - szórakoztatás (napközbeni étel, ital szolgáltatás például szállodai bárban),
  - napközbeni ellátás,
  - rendezvény (esküvő, konferencia, bálok, zenés délutánok),
- egyéb szolgáltatások
  - gépkocsi parkoltatás (garazsirozás),
  - utazási irodai szolgáltatás, (szállodai kirendeltség)
  - hostess a vendég szórakoztatása, idegenforgalmi élmény megszervezése,
  - ruha kitisztítása (mosodai szolgáltatás, cipőtisztítás),
  - pénzváltás (valuta, deviza váltása),
  - kereskedelmi, üzleti szolgáltatások (szállodai árusítás, komplex bevásárlási centrum (például ajándékok),

### Járulékos funkciók vagy üzem- és munkaszervezési funkciók
- igazgatás, (szállodai apparátus működése, üzem- és munkaszervezés,
- ügyintézés, adminisztráció,
- értékesítés (összes szolgáltatás igénybevételének biztosítása),
- termelő üzemek tevékenysége (a vendéglátó tevékenység háttere),
- műszaki tevékenység (karbantartás),
- szociális ellátottság (a dolgozók munkahelyei, öltöző, zuhanyozó, étterem, büfé, klubhelyiség),

## A szállodák csoportosítása

### Szállodák rendeltetés szerinti csoportosítása
- Városi szálloda
- Üdülő- és sportszálloda
  - állandó üzemű szálloda
  - idény jellegű szálloda
- Gyógyszálloda
- Repülőtéri szálloda (Airport hotel)

### A szállodák minőség szerinti osztályba sorolása
A kereskedelmi szállodákat szinte az egész világon, minőségüknél, felszerelésüknél fogva, szolgáltatásaik alapján kategorizálják, osztályba sorolják.
- Egycsillagos szálloda
- Kétcsillagos szálloda
- Háromcsillagos szálloda
- Négycsillagos szálloda
- Ötcsillagos szálloda
- Hétcsillagos szálloda (nem hivatalos besorolás)

#### Általános minősítő feltételek
- szobák és szobaegységek
- hotel felszereltsége, berendezése
- fürdőszobák felszereltsége, berendezése
- szállodák folyosói, gazdasági egységei
- liftek
- szálloda bejáratai
- közös helyiségek száma, berendezése, felszereltsége
- szobák világítása
- légállapot szabályozása (fűtés, légkondicionálás…)
- mosoda
- falak burkolata
- sportolási, pihenési, szórakozási lehetőségek

#### Magyar minősítési feltételek
Magyarországon hotelek esetében a csillagok száma jelzi a minőséget, illetve az osztálybasorolást. Szállodatípusok és besorolási lehetőségük az 54/2003. (VIII.29.) GKM rendelet alapján:
- a) szálloda: az a kereskedelmi szálláshely, amely megfelel az üzletek működéséről és a belkereskedelmi tevékenység folytatásának feltételeiről szóló 4/1997. (I. 22.) Korm. rendelet 1. mellékletének 411., illetve 412. pontjában meghatározott követelményeknek, és legalább 11 szobával rendelkezik, – lehet egy-ötcsillagos
- b) gyógyszálloda: az a szálloda, amely megfelel a szállodára előírt követelményeknek, továbbá vendégei számára főként természetes gyógytényező alkalmazásával saját gyógyászati részlegén önálló vagy más gyógyintézet kiegészítő szolgáltatásainak bevonásával, orvosi ellenőrzés mellett terápiás lehetőséget biztosít és megfelel a természetes gyógytényezőkről szóló 74/1999. (XII. 25.) EüM rendeletben foglalt feltételeknek, – lehet kettő-ötcsillagos
- c) wellness-szálloda: az a szálloda, amely megfelel a minimum háromcsillagos szállodákra előírt követelményeknek, az egyes szállodai szaktevékenységeket, illetőleg a szálloda által nyújtott szolgáltatásokat az erre vonatkozó szakképzettséggel rendelkező személyekkel látja el, az egészséges életvitelhez szükséges gasztronómiai, sport, relaxációs illetve wellness szolgáltatásokat nyújt, valamint közösségi programlehetőségeket biztosít, továbbá megfelel a 2. melléklet I/F pontjában meghatározott feltételeknek, – lehet három-ötcsillagos
- d) garniszálloda: az a szálloda, amely megfelel a szállodára előírt követelményeknek, azzal az eltéréssel, hogy a főétkezések közül csak reggelizési lehetőség áll a vendégek rendelkezésére, – lehet egy-négycsillagos
- e) apartman szálloda: az a szálloda, amelyben az ágyak több mint 80%-a berendezett és felszerelt háló és nappali szobával, valamint konyhával rendelkező apartmanban található, és megfelel a garniszállodára előírt követelményeknek azzal az eltéréssel, hogy a kétszeres alapterületű szobaegységek méretébe az erkély és a terasz alapterülete is beleszámít, és legalább 11 szobaegységgel rendelkezik" – lehet három-ötcsillagos

### Szállodák méret szerinti csoportosítása

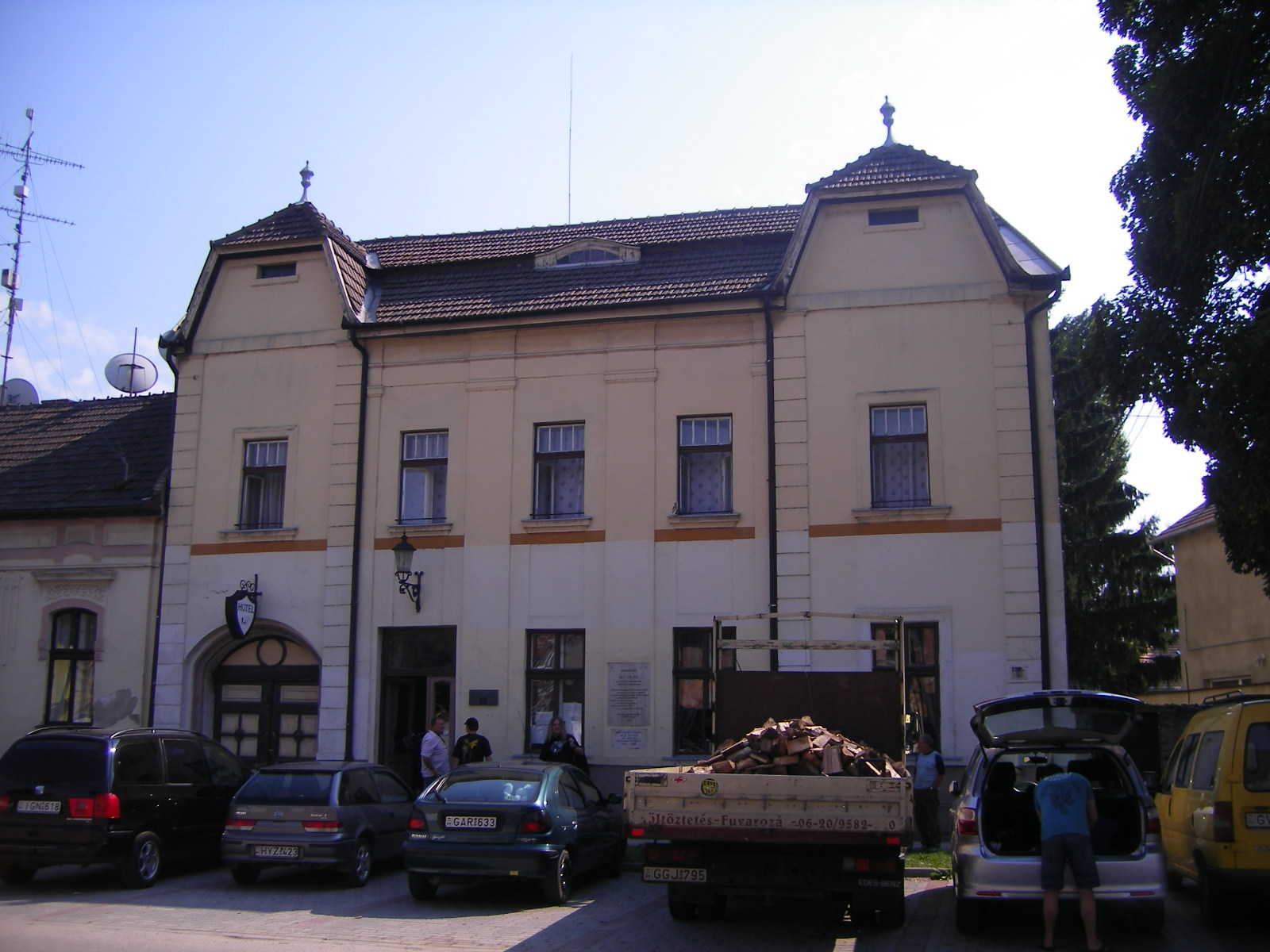
Kisvárosi szálloda Komáromban (Magyarországon)

A szállodák mérete szerinti csoportosításnál a szobakapacitást tekintik szempontnak. Ennek alapján több nagy csoport különböztethető meg:
- kis szálloda – 150 szoba
  - butikszálloda
- közepes szálloda – 151 – 299 szoba
- nagy szálloda – 300 – 600 szoba
- megaszálloda / óriás szálloda – 600 szoba felett

### Szállodák tulajdonosi viszony alapján történő csoportosítása
- független szálloda: nincs tulajdonosi vagy tagsági viszonyban más hotelekkel
- szállodalánc: hotelek centralizált rendszere

## Magyarország szállodái
A II.világháború alatt a szállodák nagy része elpusztult vagy megrongálódott. 1948 az államosítás nagy éve volt, a legtöbb szálloda ekkor állami kézbe került (Nemzeti, Astoria, Britania, Bristol, Continental, Gellért ). Az 1950-es években megnyíltak a korábbi tradicionális szállodák (Palace (1951), Vörös Csillag (1953), Royal (1954), Park (1957), Metropol (1958)
1965-70 között jelentősen nőtt a szállodai férőhelyek száma. A balatoni szállodák 80%-a ekkor készült. Az első nemzetközi szállodalánchoz tartozó luxusszálló a Duna Intercontinental volt (1968). Vidéken is modern létesítmények kerültek átadásra (szombathelyi Claudius, székesfehérvári Alba Regia, miskolctapolcai Juno, keszthelyi Helikon).
1972-ben megjelenik a szállodai osztályba sorolási rendelet, mely egyértelműen meghatározza a szállodai és szálláskategóriákat, és megkülönbözteti a következő kategóriákat: (· luxus, A/I. – minden szoba fürdőszobás; · A/II. – a szobák 75 %-a fürdőszobás; · B, C/I., C/II. – a szobák legalább egyharmada fürdőszobás). Ennek a rendeletnek köszönhetően közel 3000-rel csökkent a szállodai férőhelyek száma az országban, mivel néhány szálláshely nem tudta teljesíteni a feltételeket.
1972-ben jelent meg a szállodaipar harmadik jelentős szereplője. A HungarHotels és a Pannónia mellé megalakul a Danubius Szálloda és Gyógyüdülő Vállalat, mely a HungarHotelstől vette át első szállodáit: a Margitszigeti Nagyszállót és a keszthelyi Helikont.
1976-ban az országban megjelent a második nemzetközi szállodalánc, a Hilton, amelyet a Budai várban nyitottak meg.
Az ország legnagyobb szálloda és idegenforgalom fejlesztési programját indították el 1978-ban. A Magyar Nemzeti Bank és az osztrák Kontrollbank között létrejött egy olyan célhitel keret szerződés, mely szerint 300 millió dolláros hitelhez jutott az ország, amit kizárólag idegenforgalmi fejlesztésekre lehetett költeni.
1979-ben az új szállodai osztályba sorolási rendelet meghatározta, hogy a nemzetközi gyakorlatnak megfelelően a hazai szállodákat is 1-5 csillaggal kell jelölni.
1978 és 1985 között zajlott idegenforgalmi fejlesztési program, melyhez az Osztrák állam háromszázmillió dolláros hitelkeretet biztosított Magyarország számára. Ennek keretében több szállodát is építettek és felújítottak.
Az 1980-as évektől nagy fejlődés valósult meg külföldi pénzeszközök bevonásával. A rendszerváltást követően, a 90-es évek második felében csak kevés szálloda nyílt, privatizációlra került sor, de a 2000-es években ismét fellendült a szállodaipar és azóta számos magas színvonalú szálloda nyitotta meg a kaput, teljesen átalakítva a magyar szállodai ágazatot. 
Magyarországon 2019. évben hozzávetőleg 60 000 szállodai szoba szolgálta ki a külföldi és belföldi vendégeket, melyek közül több mint harmada a fővárosban jelenik meg. 2019 első kilenc hónapjában Magyarországon összesen 10 új szálloda nyílt 1088 szobával, ebből Budapesten 8 szálloda 1026 szobával.
A Covid19 járvány kihatásaként 2022. évben több mint kétszáz szálloda nem nyitotta meg újra kapuit. A 203 budapesti szállodából 157 tovább működött (46 átmenetileg vagy végleg bezárt), ami 23 százalékos csökkenés, így ez megfelelt az országos átlagnak.
| Év   | A működő egységek (szállodák) száma | A kiadható szobák száma | A kiadható férőhelyek száma |
| ---- | ----------------------------------- | ----------------------- | --------------------------- |
| 2001 | 736                                 | 43 738                  | 104 232                     |
| 2010 | 900                                 | 54 308                  | 123 518                     |
| 2019 | 1 051                               | 61 696                  | 149 317                     |

A 2024. év júniusi négy új minősítéssel együtt már huszonöt magyar szálláshely került be a világszerte ismert Michelin Guide által ajánlott szálláshelyek közé.